# NGC 6449
NGC 6449 (również PGC 60762 lub UGC 10965) – galaktyka spiralna (Sc), znajdująca się w gwiazdozbiorze Smoka. Odkrył ją Lewis A. Swift 19 kwietnia 1885 roku.